# James Wines
James Wines, né le 27 juin 1932, est un architecte américain.

## Biographie
James Wines est un artiste associé à la conception écologique. Wines est aussi un architecte et un designer innovateur, un concepteur de produits, et un éducateur. Wines exprime explicitement sa « préoccupation pour la Terre ». Ayant écrit longuement sur les nouveaux modes de l'architecture, la conception et la planification, il a également fourni une brève critique du statu quo dans les déclarations comme :
Le XXe siècle a commencé avec les architectes inspirés par une nouvelle ère de l'industrie et de la technologie. Tout le monde voulait croire qu'un bâtiment pourrait en quelque sorte servir la fonction comme un moteur à combustion. Comme une source d'inspiration en vigueur en 1910, on peut le comprendre. Mais, comme une inspiration dans notre monde post-industriel, ou de notre nouveau monde de l'information et de l'écologie, il n'a pas de sens.
James Wines est diplômé de l'université de Syracuse en 1956. Il a la même année obtenu le Prix de Rome américain, couronné par un séjour à l'American Academy in Rome. Il s'est vu attribuer une bourse Guggenheim en 1962. Il a commencé sa carrière comme un sculpteur et designer graphique, avec une galerie à Rome, et avec la Marlborough Gallery de New York. Wines a fondé SITE, entreprise? de design de l'environnement [1] en 1970. Wines a été le concepteur de plus de 150 éléments d'architecture, environnement, art, design intérieur, espaces publics et de projets d'architecture du paysage, y compris ceux parrainés par de nombreuses grandes sociétés (par exemple, Swatch, MCA Universal, MTV, Nickelodeon, Williwear, Isuzu, Disney, Costa Coffee, Carrabba's Restaurants, Saporiti Italia, Brinker International, Allsteel, Ranger Italia, Reliance Energy Corporation). Ses clients municipaux ont inclus les villes d'Hiroshima, Yokohama, Toyama, Séville, Vienne, Vancouver, Le Puy-en-Velay, Chattanooga, et New York. Ses aquarelles, dessins originaux de ces projets, ont honoré les couvertures de dizaines de magazines de design international.

## Œuvres
- Architecture of Ecology - Architectural Design Profiles, 1997
- Green Architecture, 2004